# 上海市架空线入地工程
上海市架空线入地工程，又名上海市架空线入地整治工程，是一项由上海市人民政府于2018年首次启动的工程，国家电网上海市电力公司分阶段、分区域实施的具有持续性的市政工程。目的是为了美化上海市区的市容市貌和减少安全隐患。该工程时常与上海市另一市政工程“合杆工程”合称为上海市架空线入地和合杆整治工程。2021年5月8日，上海市政府正式启动第二轮架空线入地整治工程。